# Albatros L.82
L'Albatros L.82 est un avion biplace d'école allemand de l'entre-deux-guerres.
Cet appareil qui peut être comparé au de Havilland Moth, était un classique biplan à ailes égales non décalées et au train d'atterrissage classique fixe. Élève et instructeur étaient logés l'un derrière l'autre dans des postes ouverts séparés.

## Les versions
- Albatros L.82a : Un prototype à moteur en ligne de Havilland Gipsy.
- Albatros L.82b : Un prototype à moteur en étoile Siemens-Halske Sh 13.
- Albatros L.82c : Après essais comparatifs à l'E.Stelle de Berlin-Staaken en juillet 1929, la Reichswehr passa commande de 15 appareils destinés à former les pilotes de la future Luftwaffe ; mais pour d’évidentes raisons de discrétion comme par souci d’économiser des devises les appareils de série furent équipés d'un Siemens-Halske Sh 14.

## En service
- Empire allemand : Les Albatros L.82c furent livrés entre juin et septembre 1930 à Deutsche Luftfahrt GmbH, une officine de la Reichswehr. En mai 1933 les douze appareils encore en service furent transférés au service de la propagande aérienne, au moins un étant toujours en service en novembre 1936.